# حديقة الأسماك (القاهرة)
حديقة الأسماك أو حديقة الجبلاية، توجد في الزمالك في شارع الجبلاية بالقاهرة، أنشأها الخديوي إسماعيل في سنة 1867،
```
وتعتبر من أفضل الحدائق التي أنشئت في عصر الخديوى في 
القاهرة
.الحديقة تديرها اداره 
حديقة الحيوان
 
بالجيزة
 من سنة 
1902
 وقد قامت بإصلاح 24 حوض لعرض 33 نوع من 
الأسماك النيلية
 فيها قبل افتتاح الحديقة للجمهور رسميا في 
21 نوفمبر
 
1902
.
```

أغلقت الحديقة في سنة 1965 لفترة طويلة، وذلك للتصليح وتم تجديدها واشرف على التصليح جهات علميه وهندسيه تابعه لوزارة الزراعة المصرية، وأفتتحت مرة أخرى في سنة 1983.
تبلغ مساحتها مضافاً إليها مجموعة الحدائق النباتية المجاورة لها نحو تسعة أفدنة ونصف الفدان.

## تصميم الحديقة
حديقة الأسماك يعتبر جمالها ليس فقط في التصميم الرائع لها بل في استخدام مواد لبناء التصاميم المبنية من الطين الأسوانلى المخلوط بمادة الأسروميل والرمل الأحمر بالإضافة للطوب المصنوع من خليط من الطين الأسوانلي والمواد الداعمة الصلبة لإنشاء تكوينات معمارية على هيئة خياشيم الأسماك فأصبح تصميم الجبلاية يشبه السمكة، هذا كله أدى إلى أن يكون المنظر العام للجبلايه أن يكون في منتهى الروعة والجمال ويتميز النسق المعماري للحديقة بأنه بني على هيئة جبلاية ولذلك البعض يطلق على هذه الحديقة اسم: حديقة الجبلاية.

## وصف الحديقة
تتكون الحديقة من مدخل من فتحتين تشبه فتحة خياشيم السمك وخلفها منطقة البهو، وفي جانب الفتحتين يوجد زعنفتان جانبيتان خلفهما ممرات الحديقة الأربعة.
أما الجبلاية من الداخل فقد روعي عند تصميها ان تكون على شكل ممرات أو تجاويف داخل شعاب مرجانية تقبع في باطن البحر، فإذا ما نظرت إلى سقف أحد الممرات ستجده وكأنه واحد من بين تجاويف أخرى صنعتها الأمواج وهي تصاميم تعزف ألحاناً عند مرور الهواء بها تشبه إلى حد كبير حركة الماء وذلك من خلال حركة الهواء المندفع من المداخل الأربعة متنقلاً بين الكهوف.
كما توجد خارج الجبلاية ممرات تفصل بين مسطحات خضراء تحتوي على أشجار نادرة جلبت خصيصاً من مدغشقر وأستراليا وتايلاند حيث الغابات النادرة، التي تتميز بها هذه المناطق، وفي الاماكن المظلمة من الممرات يتم تسليط النور الكهربائي بطريقة فنية رائعة.
الحديقة يوجد بها مغارات وممرات يسير فيها الزوار وتضم الحديقة 49 حوضاً للأسماك المتنوعة والنادرة تنعكس عليها أشعة الشمس عبر فتحات علوية مثل الأسماك النيلية والبحرية وأسماك الزينة كما يوجد بها بانوراما لعرض الأسماك المحنطة، ويوجد بها أقسام أخرى تضم أنواعاً من السلاحف والزواحف البحرية التي تعيش في المستنقعات والأنهار كما يوجد في واجهة الحديقة حوض كبير يوجد بة أسماك مفترسة مثل سمك القرش وسمك الخنزير وغيرها...
وتضم الجبلاية أربع صوب لتفريخ السمك إلى جانب مفرخ رئيسى وصوبتين لمعالجة المياة اللازمة لحياة آلاف الأسماك التي تضمها أحواض كبيرة من بينها 24 حوضا لأسماك الزينة من اسماك المياه العذبة.

## معرض الصور

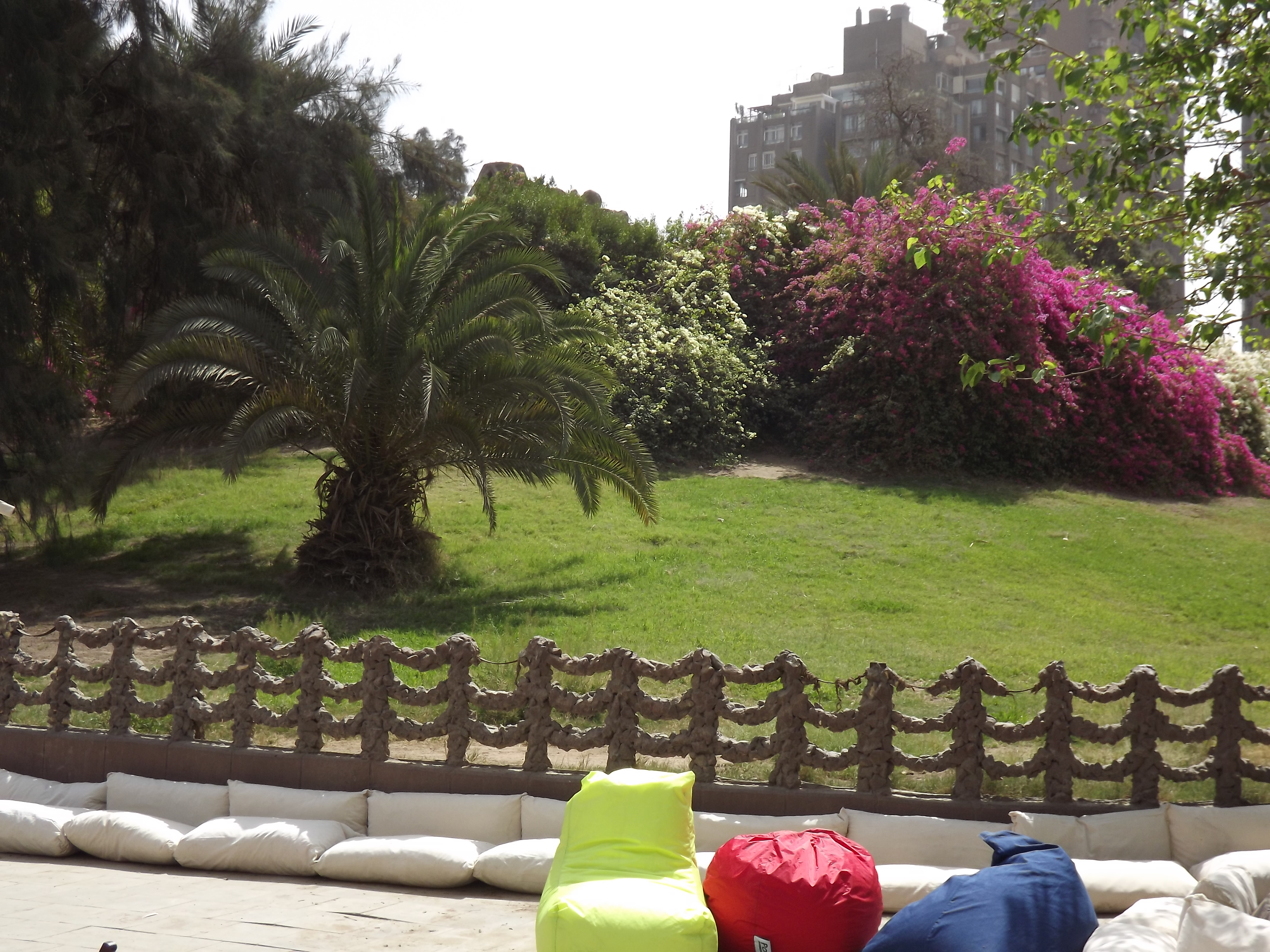
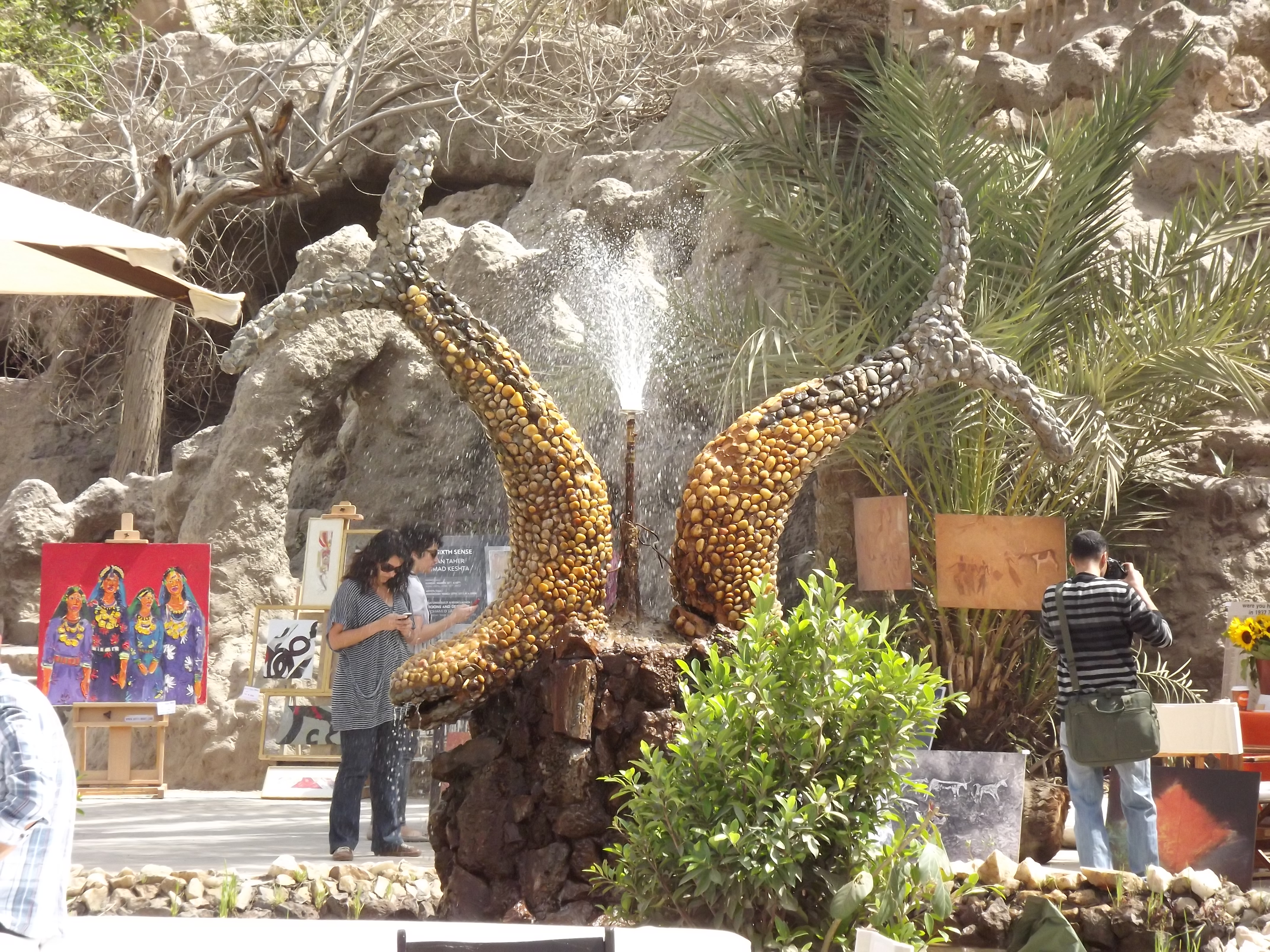
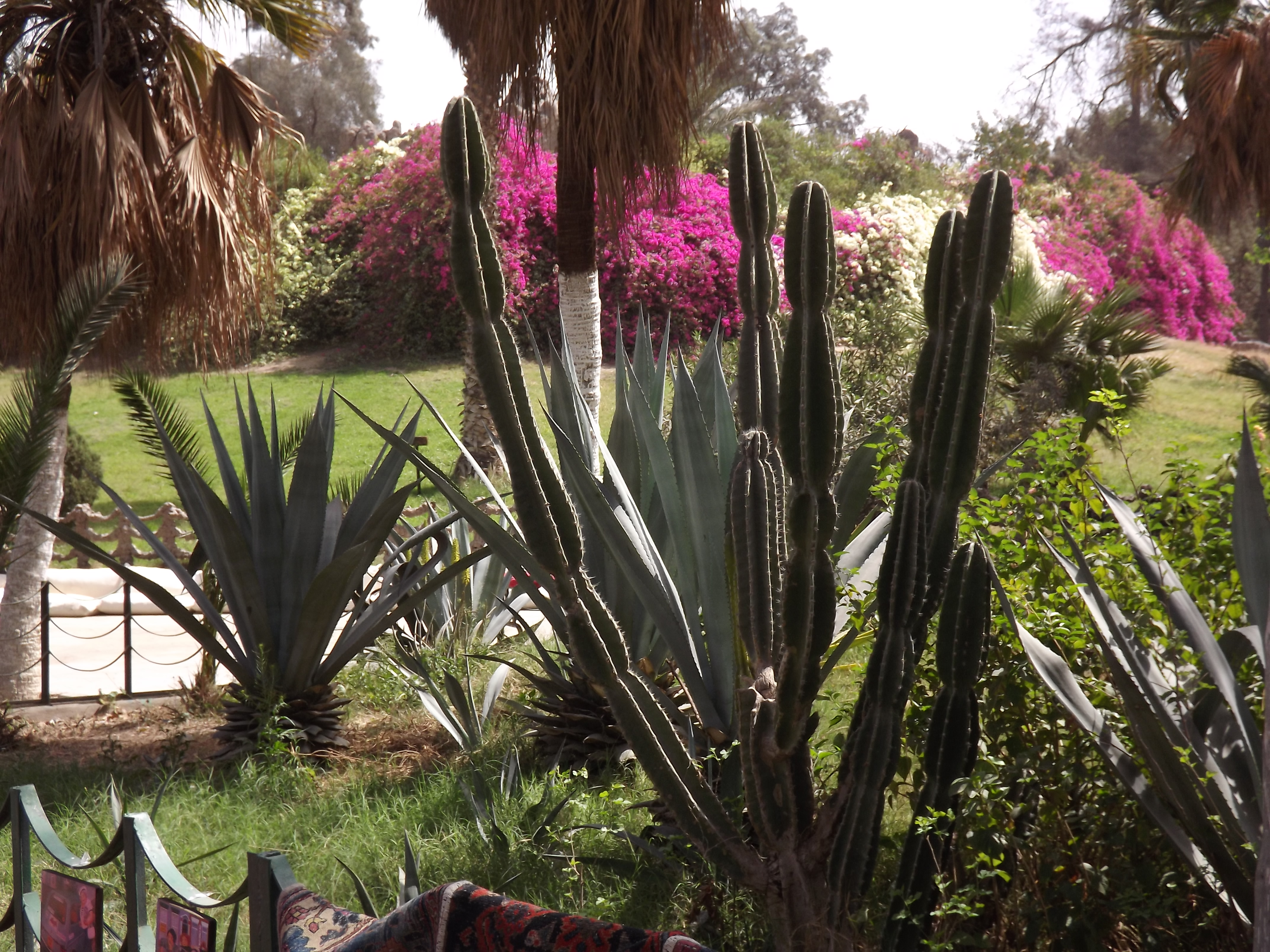
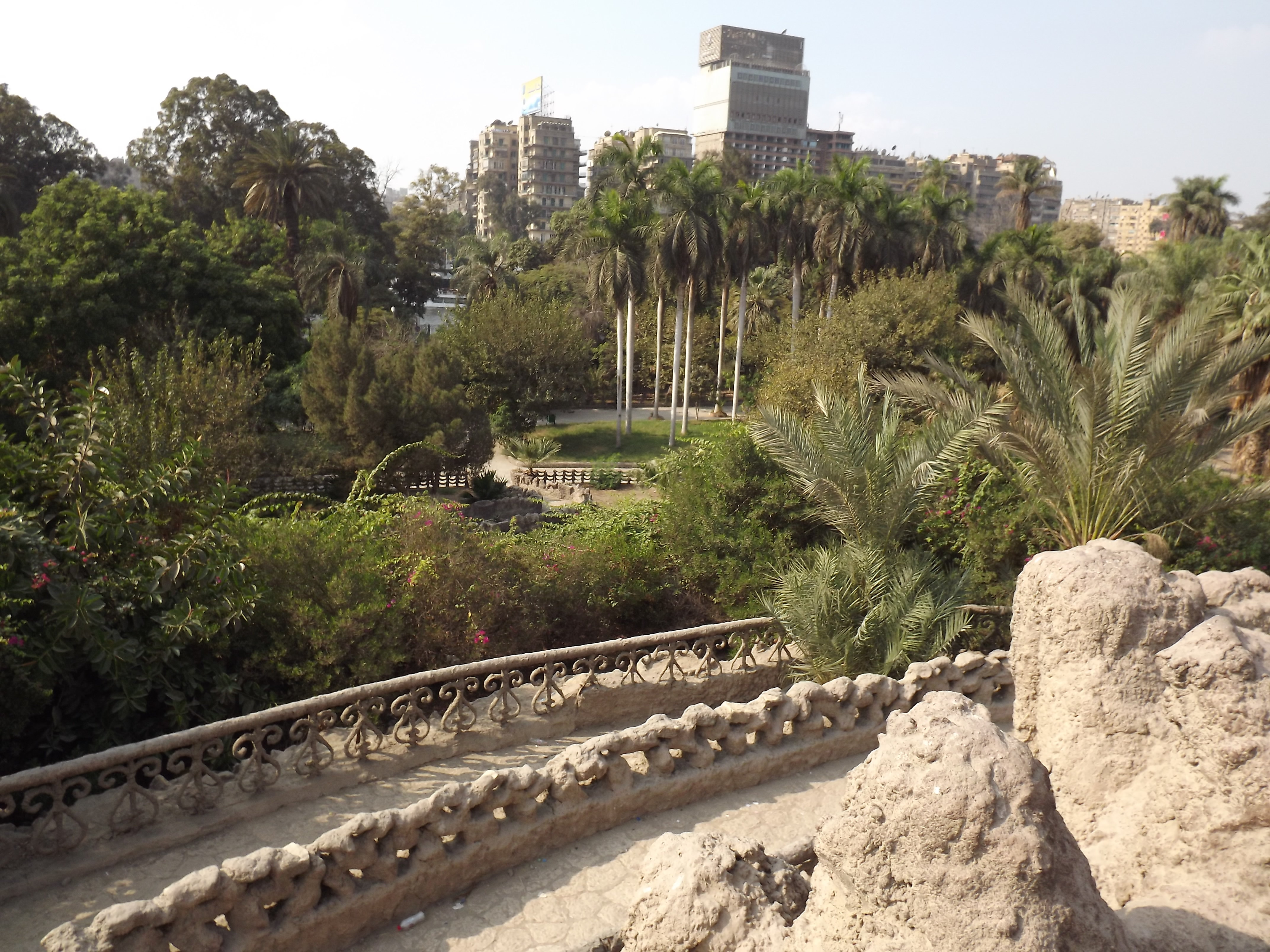
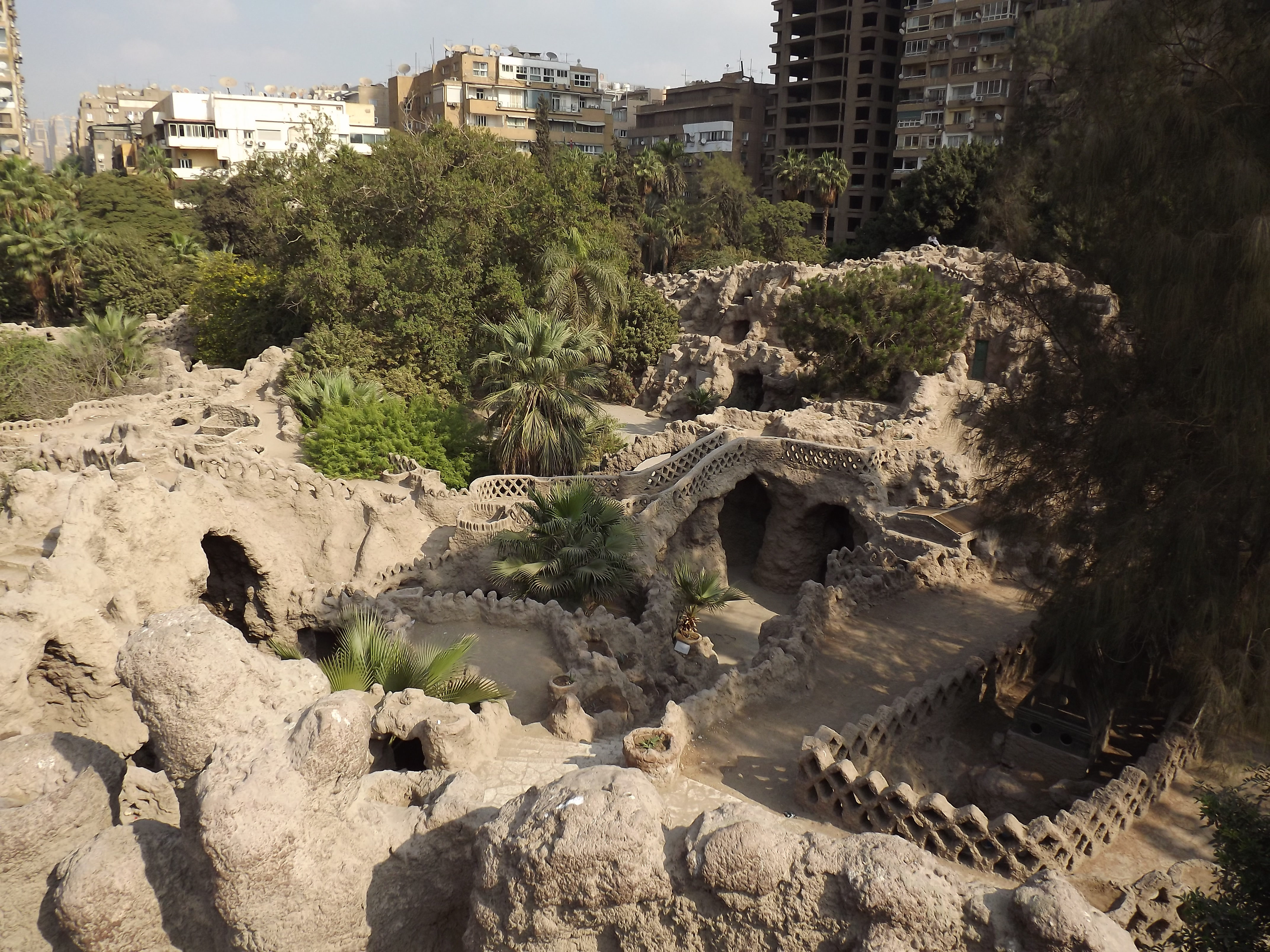
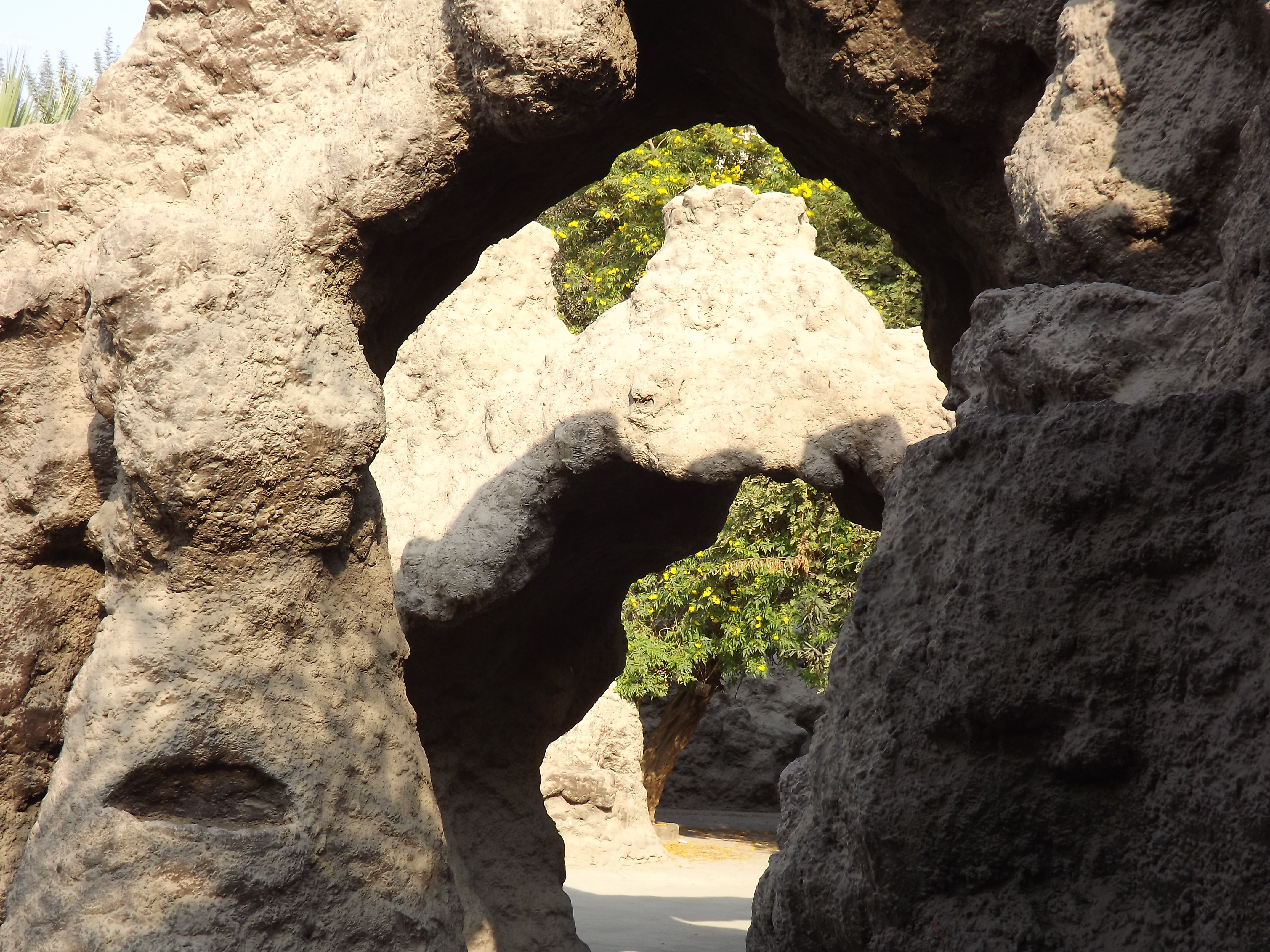
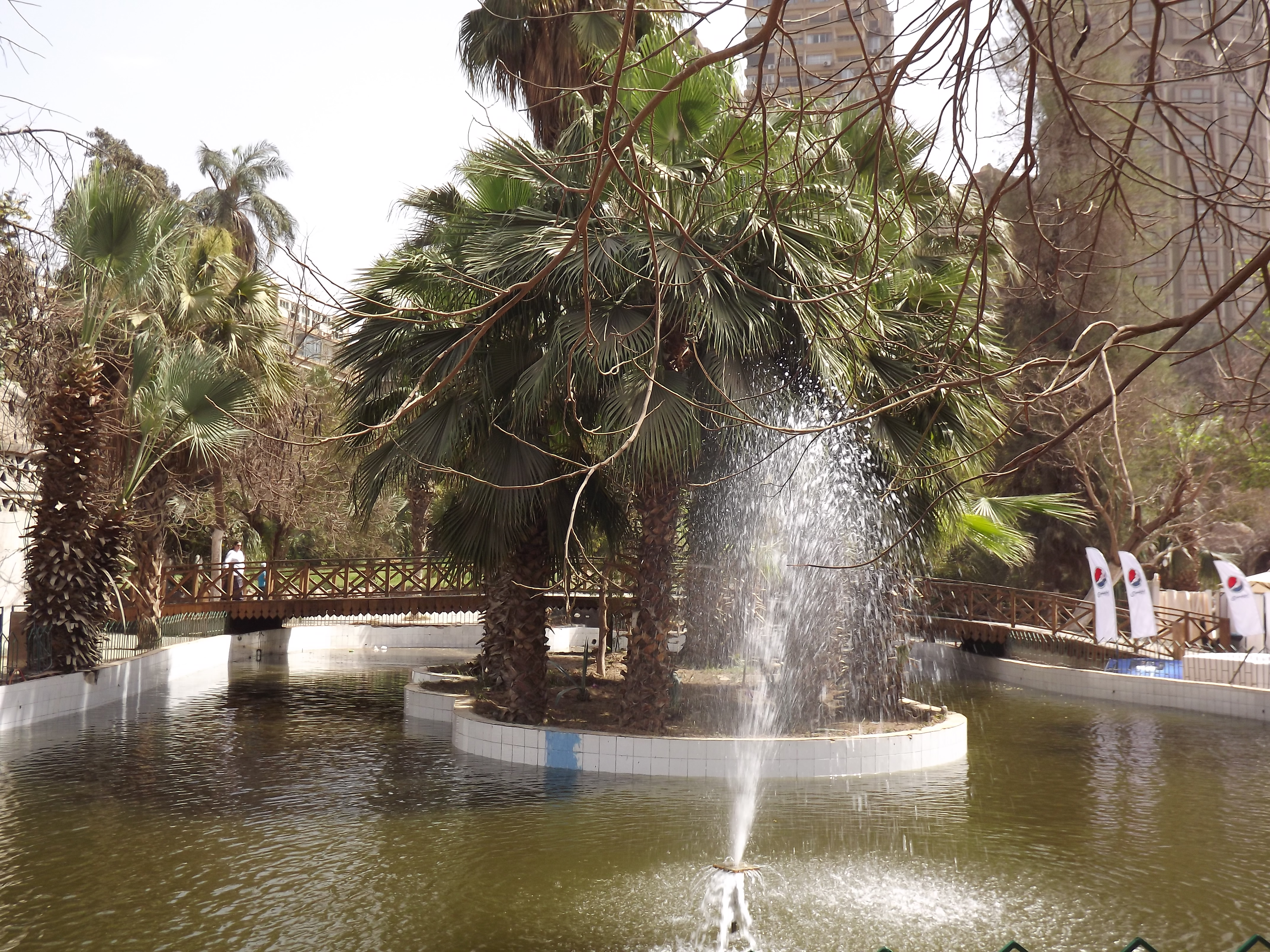
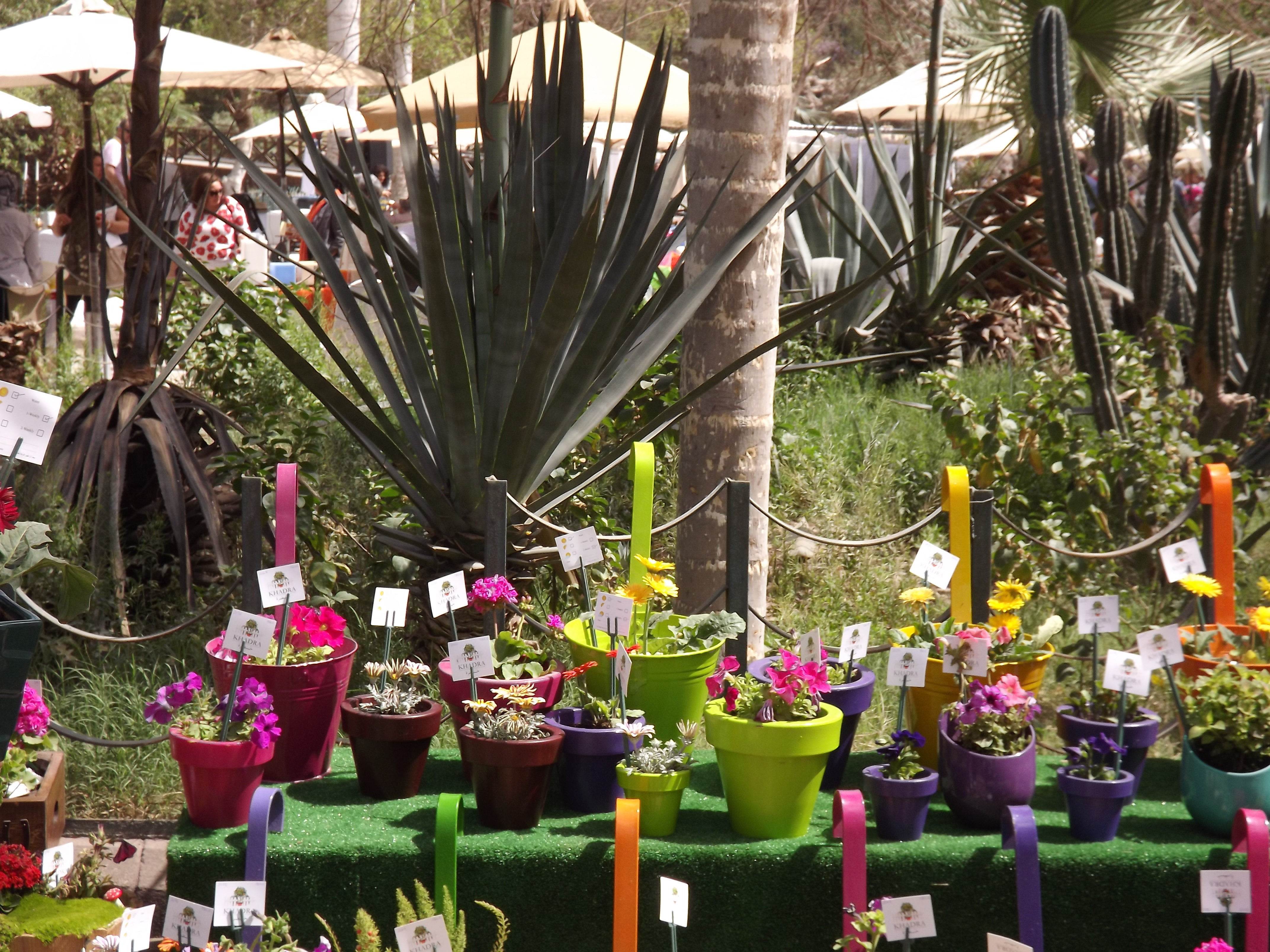
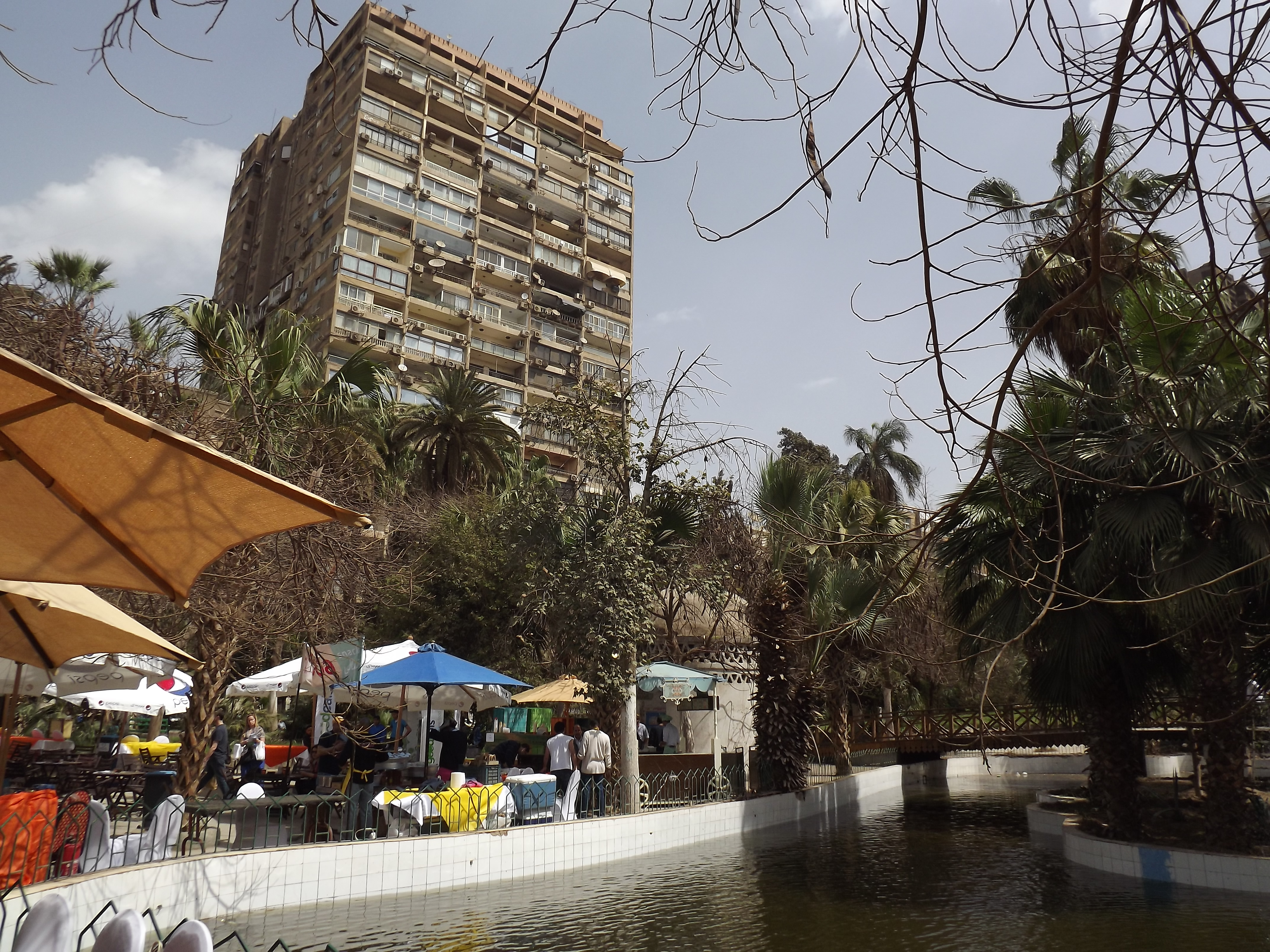
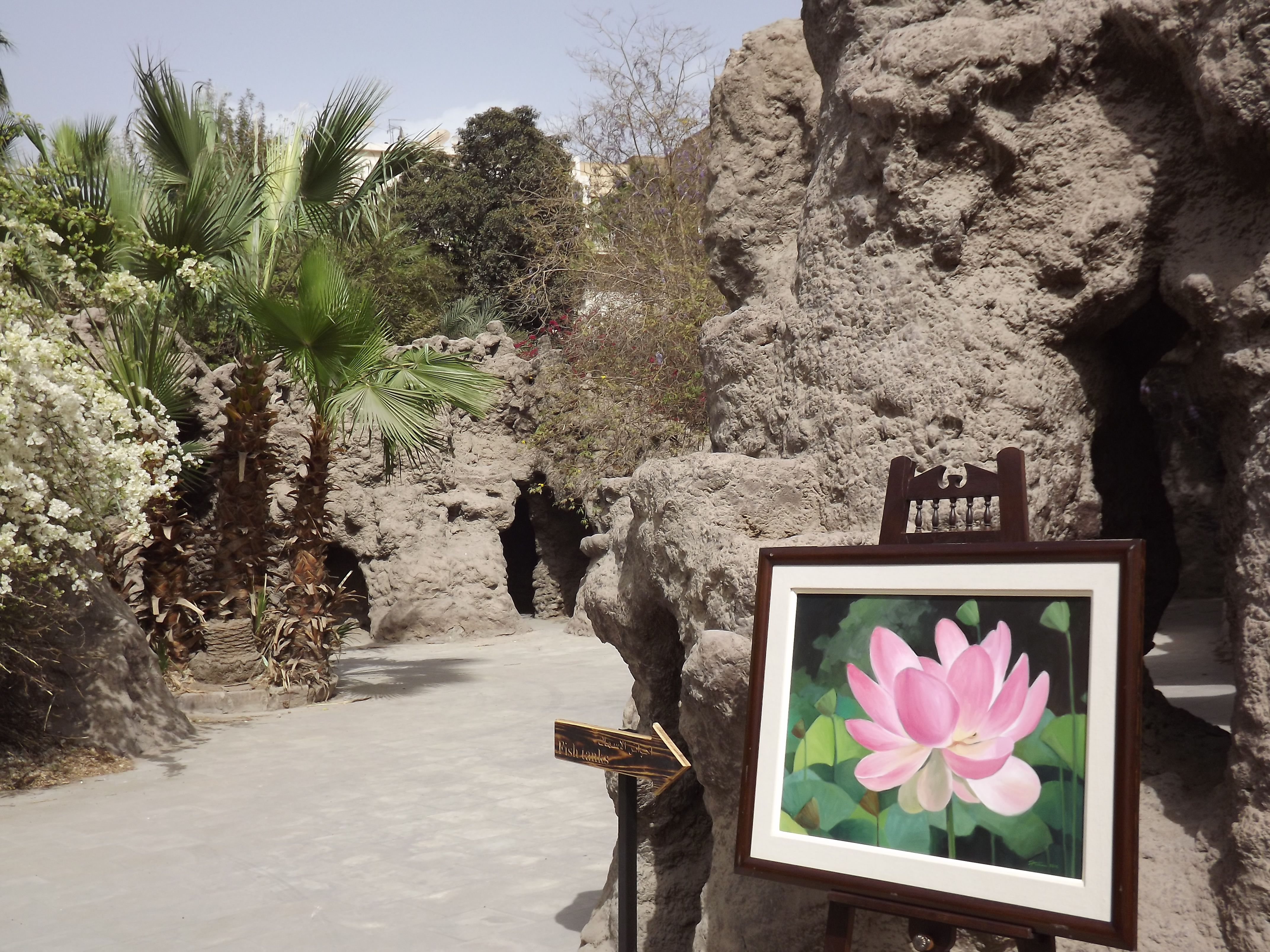
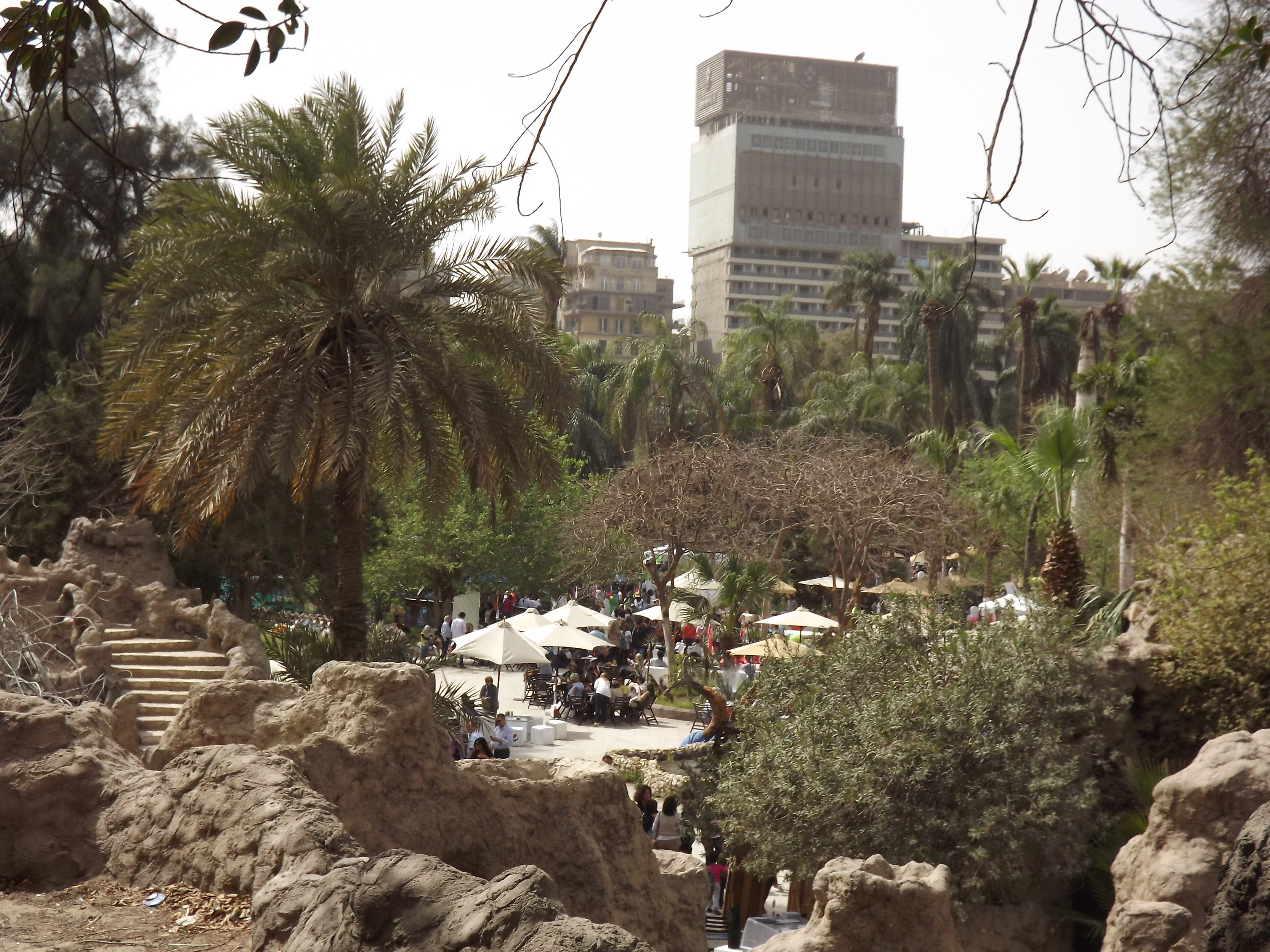
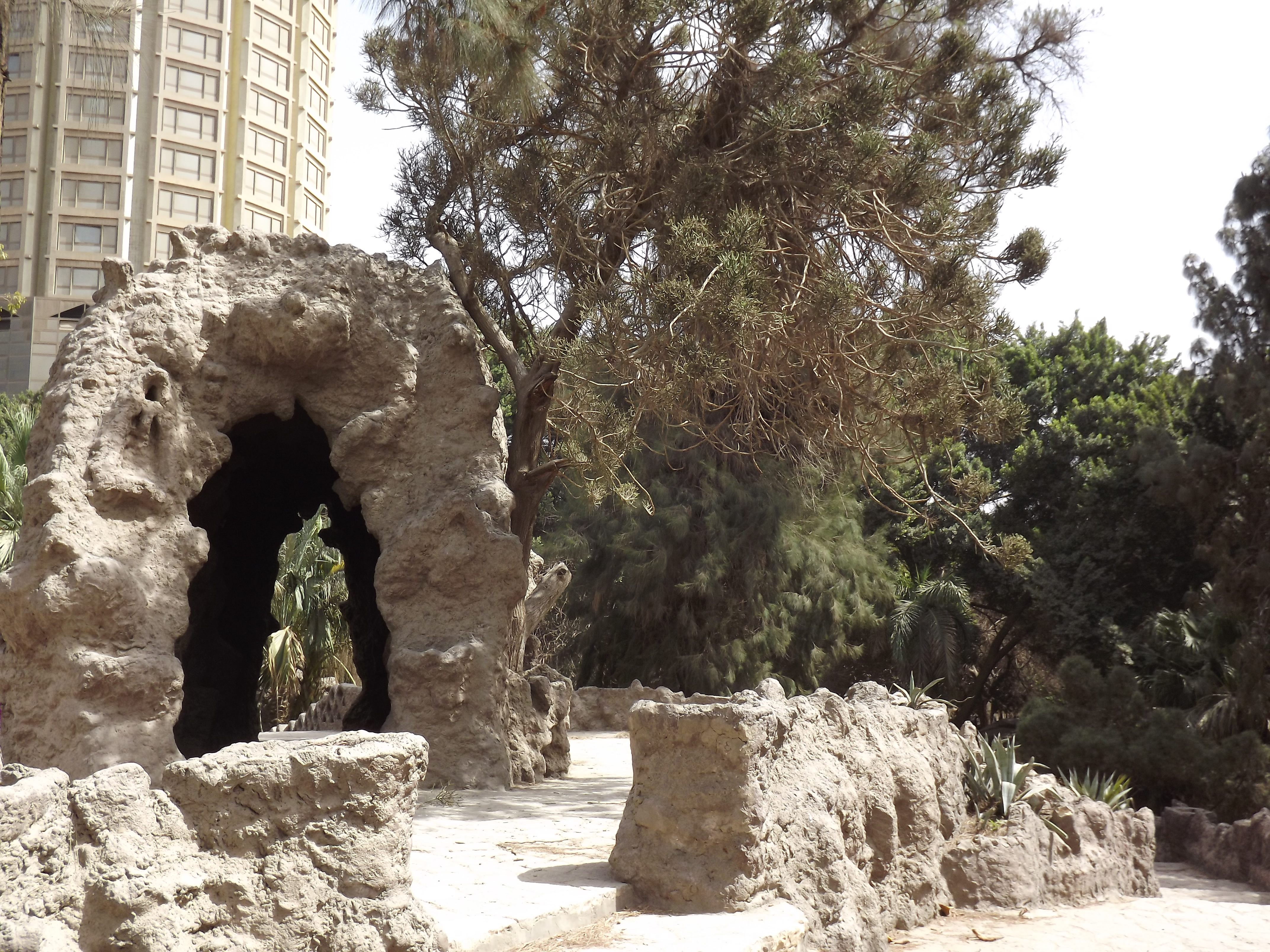
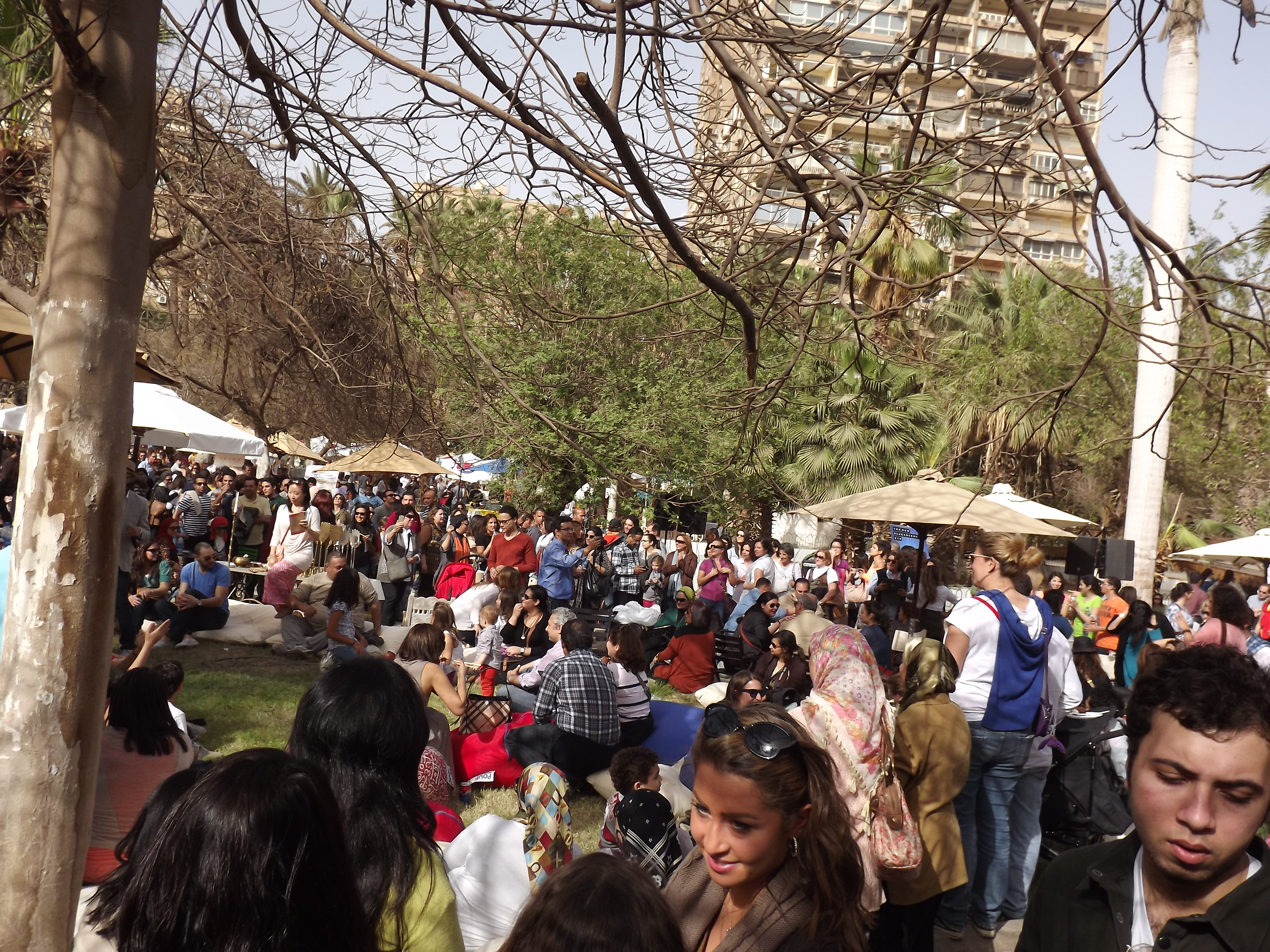
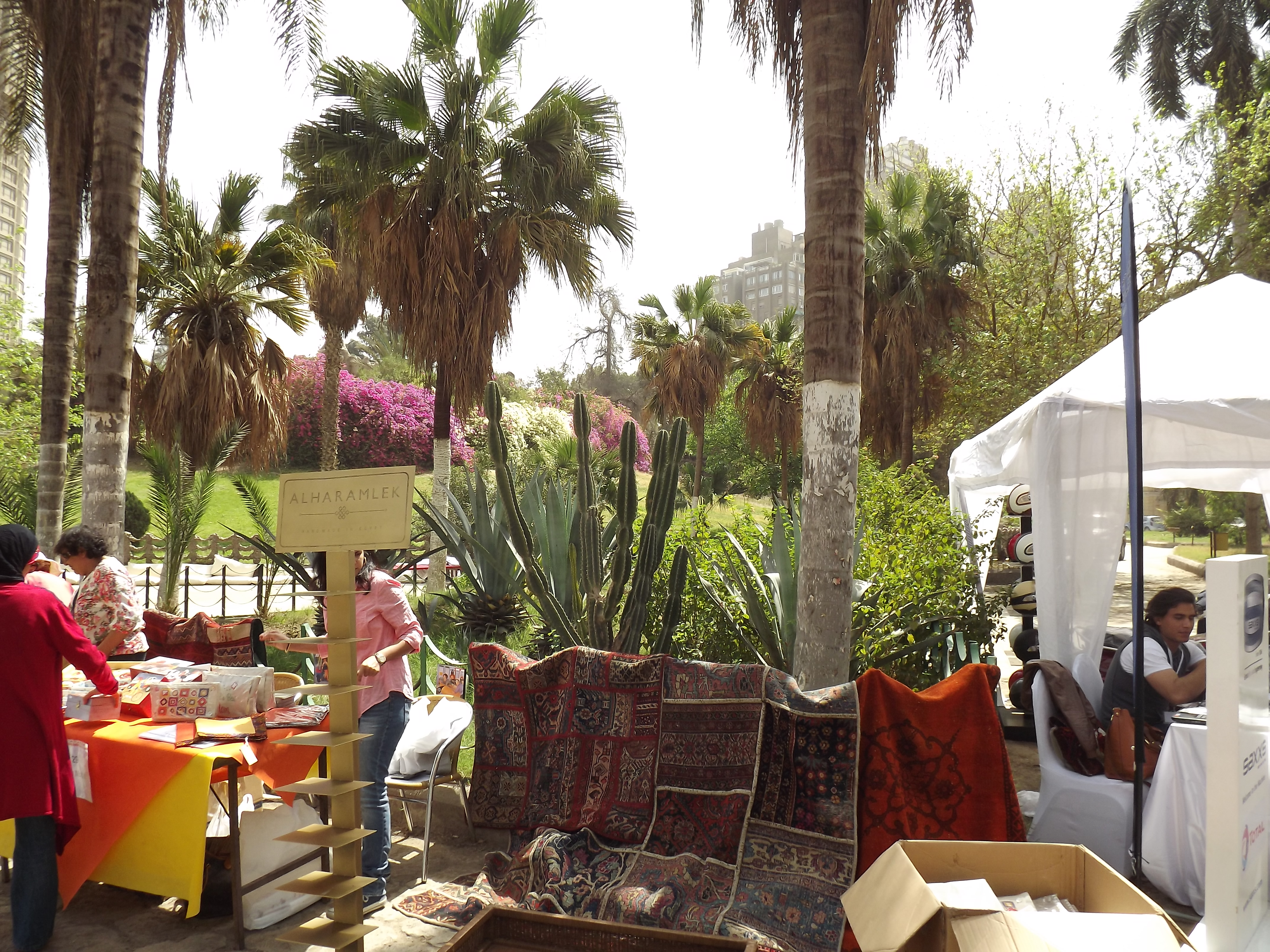
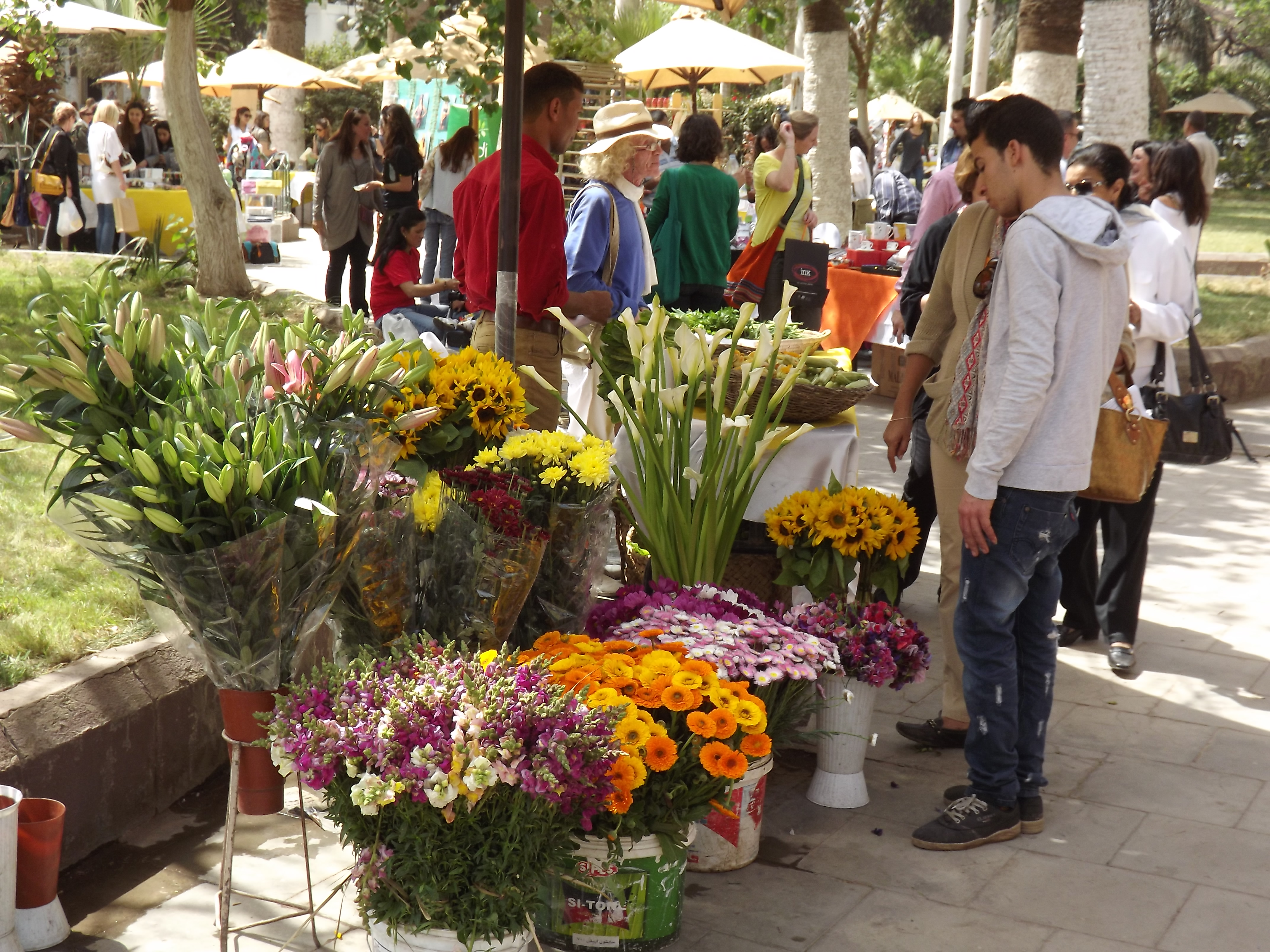

## فيسبوك
- حديقة الأسماك  على فيسبوك.

## تسجيلات فيديو
- Aquarium Grotto Garden - 26 Nov 2012 حديقة الأسماك على يوتيوب
- صباح الخير يا مصر (3)29-9-2010 على يوتيوب
- صباح الخير يا مصر (6)29-9-2010 على يوتيوب
- قناة حلمنا و تقرير عن جنينة الأسماك على يوتيوب

## روابط خارجية
- بالصور.. حديقة الأسماك ترتدى ثوبًا جديدًا بعد توقف 20 عامًا، الأهرام في 19 فبراير 2013
- لفظ الجلالة على ظهرها: أسماك جديدة تخطف الأنظار ، الأهرام في 7 نوفمبر 2011